# 第6號小夜曲 (莫扎特)
D大調第6號小夜曲，克氏號239，又稱《夜曲風小夜曲》（Serenata notturna），是莫扎特1776年的創作，完成於萨尔茨堡。父親列奧波爾德代為謄寫了手稿上的標題和完成時間（1776年1月）。

## 分析
作品共三個樂章：
1. 進行曲，莊嚴的
2. 梅呂哀舞曲
3. 輪旋曲，稍快板

### 配器
在樂隊編制上，第6號小夜曲頗具大协奏曲的樣貌。可分為一個獨奏群，以及樂團本身：
| - 獨奏群 - 第一小提琴：1 - 第二小提琴：1 - 第一中提琴：1 - 低音提琴：1 | - 樂團 - 第一小提琴 - 第二小提琴 - 第二中提琴 - 大提琴 - 定音鼓 |

## 其它
- 副題《夜曲風小夜曲》亦被羅賓·霍洛韋（英语：Robin Holloway）使用在自己的作品上（作品52，1982年）[2]

## 外部連結
- 《第6號小夜曲》：谱子和报道（德语），《莫扎特全集》
- 莫扎特第6號小夜曲：国际乐谱典藏计划上的乐谱